# Nina Wennerström
Nina Wennerström, född 6 april 1979, är ett svenskt före detta tennisproffs och sportagent. 
Wennström är dotter till SM-mästaren Eva Wennerström och växte upp på en gård utanför Strängnäs där familjen byggt en tennisbana som Nina slog sina första slag på. Som junior vann Nina flera SM-guld. Även i vuxen ålder vann hon 2000 och 2002 Svenska mästerskapen i Tennis i singel utomhus och arbetade för en internationell karriär. Men snart insåg hon att det inte skulle hålla och vände hem.
Istället gick hon Handelshögskolan och utbildade sig senare som sportagent.